# Rudovci
Rudovci (em cirílico:Рудовци) é uma vila da Sérvia localizada no município de Lazarevac, pertencente ao distrito de Belgrado, na região de Kolubara. Possuía uma população de 1763 habitantes segundo o censo de 2009.

## Demografia
| 1948  | 1953  | 1961  | 1971  | 1981  | 1991  | 2002  |
| ----- | ----- | ----- | ----- | ----- | ----- | ----- |
| 1 112 | 1 537 | 2 276 | 1 909 | 1 883 | 1 804 | 1 787 |